# FGS Global
FGS Global, Inc. (kurz FGS) ist ein Beratungsunternehmen für strategische Kommunikation mit Hauptsitz in New York City. FGS Global geht auf die Fusion von Finsbury, Glover Park Group, Hering Schuppener und Sard Verbinnen & Co zurück. Das Unternehmen befindet sich mehrheitlich in Besitz von KKR. Außerdem sind über 500 Führungskräfte beteiligt.

## Geschichte
Im Jahr 1992 gründeten George Sard und Paul Verbinnen in den Vereinigten Staaten ein Beratungsunternehmen für strategische Kommunikation. Sard Verbinnen & Co. etablierte sich insbesondere in der Kapitalmarktkommunikation. Ab 1994 schuf Roland Rudd mit Finsbury im Vereinigten Königreich ein vergleichbares Angebot, 1995 folgten Ralf Hering und Bernd Schuppener mit Hering Schuppener in Deutschland. 2001 gründeten Mitarbeiter aus dem US-Kongress und dem Weißen Haus die Public-Affairs-Beratung Glover Park Group in den Vereinigten Staaten.
Ab 2016 schlossen Finsbury, die Glover Park Group und Hering Schuppener eine strategische Allianz. Die Kooperation mündete 2019/2020 in der Fusion zu Finsbury Glover Hering mit Sitz in New York City und einem Umsatz von mehr als 250 Millionen US-Dollar. Der britische WPP-Konzern, der Finsbury im Jahr 2013 übernommen hatte, blieb Mehrheitsgesellschafter. Die Partner erhöhten im Zuge der Fusion ihre Beteiligung auf 49 %. Im Jahr 2021 gaben Finsbury Glover Hering und Sard Verbinnen & Co. ihren Zusammenschluss bekannt. Daraus entstand FGS Global mit einem globalen Umsatz von knapp 400 Millionen US-Dollar.
In 2023 erwarb die Beteiligungsgesellschaft KKR eine Minderheitsbeteiligung am Unternehmen. 2024 gab KKR bekannt, auch die bisherige Mehrheitsbeteiligung der Agenturholding WPP zu übernehmen. KKR wurde zum Hauptanteilseigner, rund ein Viertel der Anteile blieb bei den Führungskräften. Für die Transaktion wurde FGS Global mit rund 1,7 Milliarden US-Dollar bewertet. KKR sieht in FGS Global ein strategisches Investment und will das Wachstum weiter unterstützen. FGS Global gilt heute als eines der schnellst wachsenden Beratungsunternehmen für Kommunikation.

## Unternehmensstruktur
FGS Global ist als Partnerschaft organisiert. Die Geschäfte werden unter dem Dach der FGS Global, Inc. geführt. Ihre größten Gesellschaften sind die FGS Global (US) LLC, die FGS Global (UK) Limited und die FGS Global (Europe) GmbH.
An der Spitze des Unternehmens steht Alexander Geiser (Chief Executive Officer, CEO). Der Aufsichtsrat (Board of Directors) von FGS Global ist mit Partnern aus den Regionen sowie Vertretern der Eigentümer besetzt. Den Vorsitz teilen sich Carter Eskew, George Sard und Roland Rudd als Co-Chairmen.

## Geschäftstätigkeit
FGS Global berät Unternehmen und andere Akteure in der strategischen Kommunikation mit relevanten Stakeholdern. Traditionell liegen Schwerpunkte beispielsweise auf der Finanzmarkt- bzw. Kapitalmarktkommunikation und der Krisenkommunikation sowie in Public Affairs. In diesen Bereichen zählt FGS Global regelmäßig zu den führenden Beratungsunternehmen weltweit.